# نيل أيرتون
نيل أيرتون (بالإنجليزية: Neil Ayrton)‏ (11 فبراير 1962 في المملكة المتحدة - ) هو لاعب كرة قدم بريطاني في مركز الهجوم. لعب مع نادي بورتسموث وميدستون يونايتد.